# St. Josef (Imgenbroich)

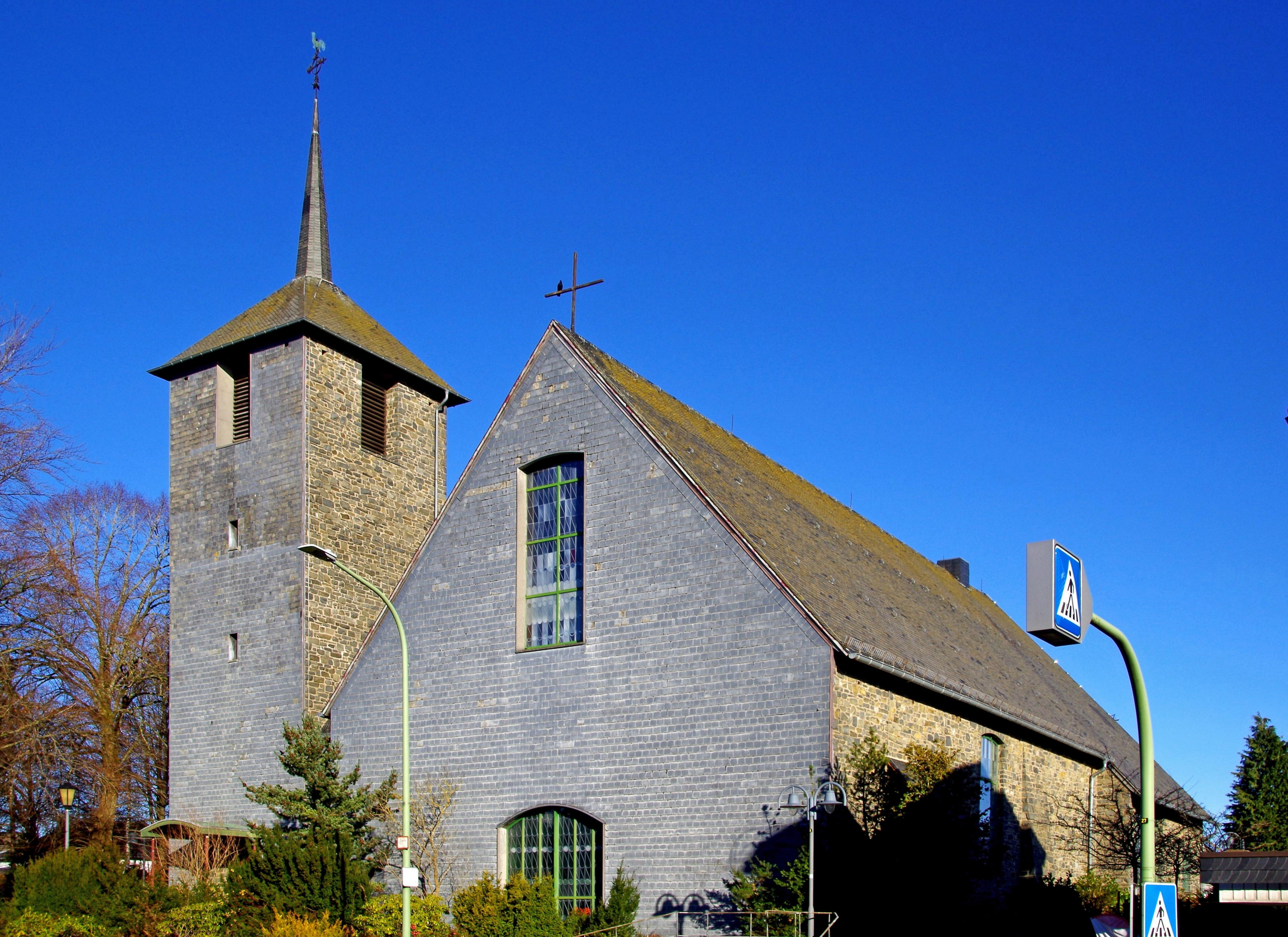
St. Josef (Imgenbroich), Außenansicht, Trierer Straße

St. Josef ist die römisch-katholische Pfarrkirche des Monschauer Stadtteils Imgenbroich in der Städteregion Aachen in Nordrhein-Westfalen.

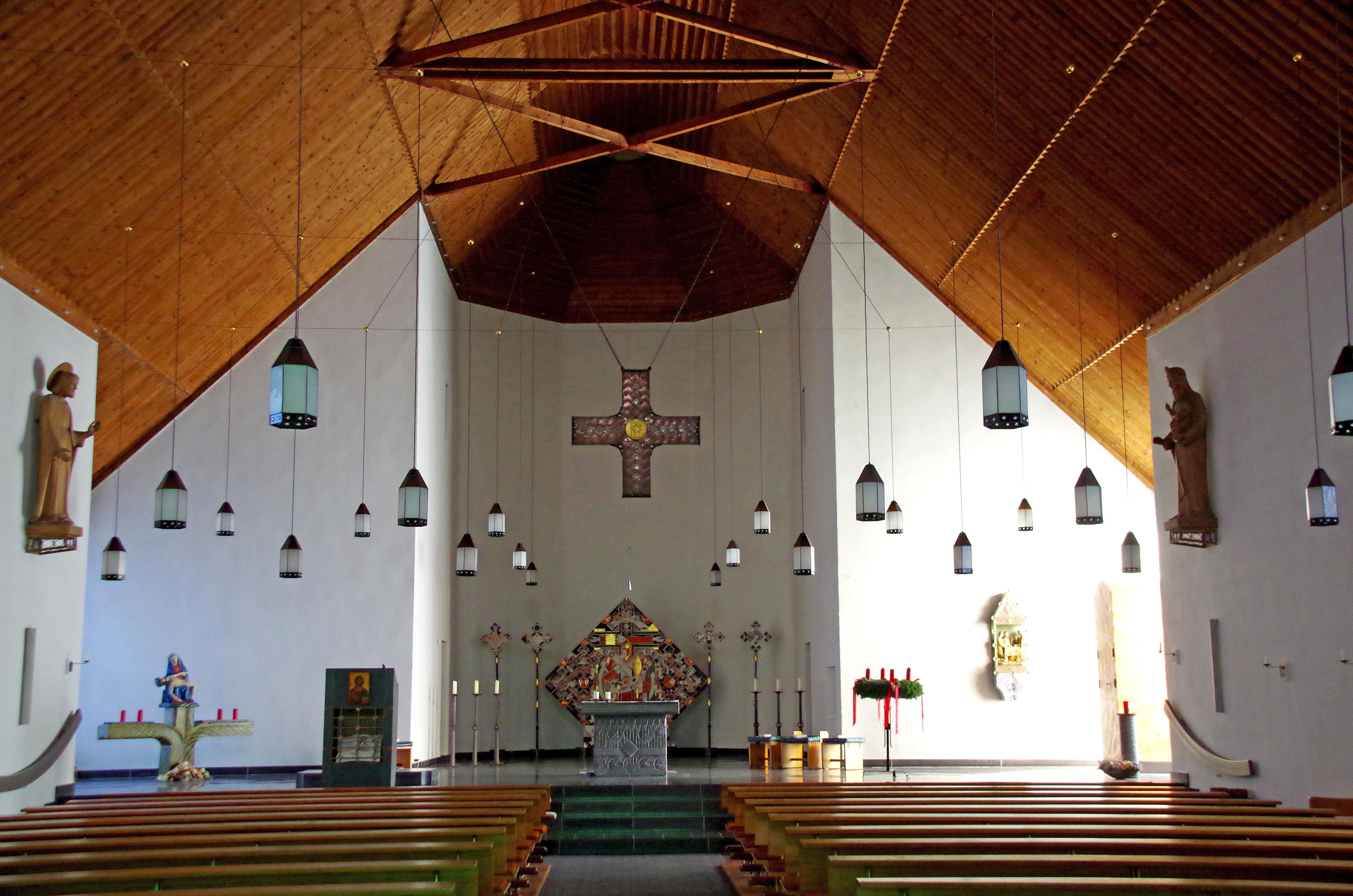
Innenraum mit Blick zum Altar

Die Kirche ist dem hl. Josef geweiht. Zur Pfarre zählen die Orte Grünthal, Hargard, Menzerath und Tränkhof.

## Lage

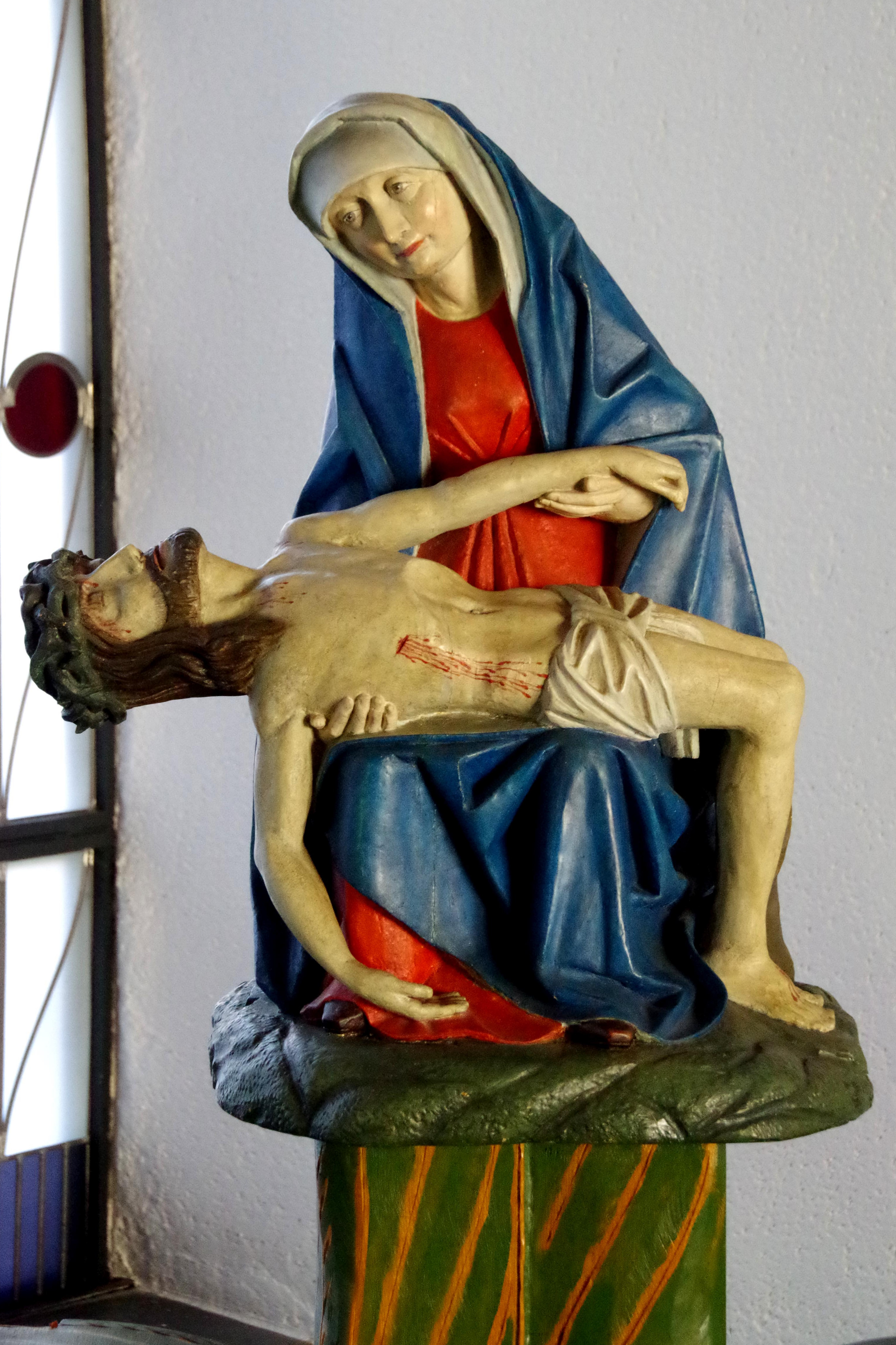
Pietà (15. Jh.)

Das Kirchengebäude befindet sich mitten in Imgenbroich an der Ecke Schulstraße / Trierer Straße (Bundesstraße 258).

## Allgemeines
Imgenbroich gehörte bis zur Pfarrerhebung immer zur Pfarre Konzen. Eine erste Kapelle erhielt Imgenbroich 1675 auf Veranlassung von Matthias Stolzen. In der Franzosenzeit wurde Imgenbroich 1804 von Konzen abgetrennt und zur eigenständigen Pfarrei erhoben. Seit 1930 gehört der Ort zum Bistum Aachen, zuvor war die Pfarre Teil des Erzbistums Köln.

## Baugeschichte
Das erste Gotteshaus wurde 1675 erbaut. Um 1700 ließ Winand Stolzen, ein Nachfahre von Matthias, an die Kapelle eine Einsiedelei anbauen, welche bis 1751 von einem Geistlichen bewohnt war. Aufgrund der wirtschaftlich guten Lage der Tuchfabrik stieg die Bevölkerung so an, dass die Kapelle bald zu klein geworden war. Zwischen 1767 und 1768 wurde schließlich eine größere Kapelle erbaut, die 1804 zur Pfarrkirche erhoben wurde. Dabei handelte es sich um einen Saalbau in Formen des Barock mit einem kleinen Glockenturm in Form eines Zwiebelturms. Die alte Kapelle wurde daraufhin zu einem Wohnhaus umgebaut und ist 1881 abgebrannt.  1866 war die nun 100 Jahre alte barocke Kirche wieder zu klein und außerdem baufällig, sodass wieder ein Kirchenneubau erforderlich war, wofür bereits seit 1860 gesammelt wurde. Schließlich sollte es jedoch noch bis 1898 dauern, ehe mit dem Neubau begonnen werden konnte. 1898 wurden die Neubaupläne des Monschauer Bauinspektors Lürig von den Behörden angenommen und bis 1899 war die Kirche fertiggestellt. So war eine dreischiffige Kirche im Baustil der Neugotik mit einem dreiseitig geschlossenem Chor entstanden. Die Konsekration erfolgte am 17. Juli 1901. Das alte barocke Gotteshaus wurde 1899 abgebrochen.
Im Zweiten Weltkrieg wurde die neugotische Pfarrkirche bis auf die Mauern des Chors vollständig zerstört. Nach Beseitigung der Trümmer und Sicherung der erhaltenen Chormauern wurde zwischen 1951 und 1952 die heutige Kirche nach Plänen des Rheydter Architekten Alfons Leitl erbaut. Die Weihe erfolgte am 19. Oktober 1952.

## Baubeschreibung
St. Josef ist eine einschiffige Saalkirche in Formen der Moderne mit einem verbreiterten Altarbereich im Osten und einem daran anschließenden dreiseitig geschlossenen Chor, der den letzten erhaltenen Rest der Vorgängerkirche von 1898/99 darstellt. Das Kirchenschiff wird von einem von innen holzverkleideten Satteldach überspannt. Der Glockenturm steht neben der Nordwand und ist durch einen Gang mit dem Rest der Kirche verbunden. Der Westgiebel ist so wie die Dächer komplett verschiefert, wie es im Monschauer Land üblich ist.

## Ausstattung
In der Kirche befindet sich eine Pietà aus dem 15. Jahrhundert. Die restliche Ausstattung ist modern. Der Chorbereich mit Ambo und Altar wurde 1974 von Günther Niesen aus Simmerath umgestaltet. Die Orgel ist ein Werk der Hellenthaler Firma Weimbs Orgelbau aus den Jahren 1968/72 und besitzt 14 Register. Die Buntglasfenster im Kirchenschiff wurden von Klaus Iserlohe 1990 entworfen und eingebaut. Im Durchgang zum Turm befinden sich achtzehn Glasgemälde, die die Litanei des hl. Josef darstellen. Die Fenster wurden 1940 von Anton Wendling für den Chor der neugotischen Kirche entworfen, konnten jedoch kriegsbedingt nicht mehr angefertigt und eingesetzt werden. Nach dem Krieg wurden die Entwürfe schließlich ausgeführt und am jetzigen Standort eingesetzt.

## Glocken
Im Jahr 1956 goss die Glockengießerei Otto in Bremen-Hemelingen für die St.-Josef-Kirche drei Bronzeglocken mit den Schlagtönen: es′ – g′ – b′. Die Glocken haben folgende Durchmesser: 1305 mm, 1035 mm, 871 mm. Das Geläut hat ein Gesamtgewicht von 2617 kg.

## Pfarrer
Folgende Pfarrer wirkten bislang an St. Cornelius als Seelsorger:
| von – bis | Name                            |
| --------- | ------------------------------- |
| Um 1804   | Hilarius Harzheim               |
| 1931–1948 | Eduard Schmitt                  |
| 1948–1963 | Ernst Steegmann                 |
| 1963–1978 | Wilhelm Vinkeloe                |
| 1978–1979 | Pater Franz Stams               |
| 1979–1989 | Wilhelm Lenzen                  |
| 1989–2003 | Klaus Bamfaste                  |
| 2003–2009 | Karl Schnitzler                 |
| 2009–2014 | Karl-Heinz Stoffels             |
| 2014–2016 | Philipp Cuck (Administrator)    |
| 2016–2017 | Heiner Schmitz (Administrator)  |
| Seit 2022 | Hardy Hawinkels (Administrator) |